# Fissidens asselii
Fissidens asselii är en bladmossart som beskrevs av Maurice Bizot 1974. Fissidens asselii ingår i släktet fickmossor, och familjen Fissidentaceae. Inga underarter finns listade i Catalogue of Life.